# 豊鎮市
豊鎮市（ほうちん-し）は、中華人民共和国内モンゴル自治区ウランチャブ市に位置する県級市。

## 行政区画
5街道、5鎮、3郷を管轄：
- 街道弁事処：新城区街道、旧城区街道、北城区街道、工業区街道、南城区街道
- 鎮：隆盛荘鎮、黒土台鎮、紅砂壩鎮、巨宝荘鎮、三義泉鎮
- 郷：渾源窯郷、元山子郷、官屯堡郷